# Gare d'Héricourt
La gare d'Héricourt est une gare ferroviaire française de la ligne de Dole-Ville à Belfort située sur le territoire de la commune d'Héricourt, dans le département de la Haute-Saône, en région Bourgogne-Franche-Comté. 
Elle est mise en service en 1858 par la Compagnie des chemins de fer de l'Est. C'est une halte ferroviaire de la Société nationale des chemins de fer français (SNCF) desservie par des trains TER Bourgogne-Franche-Comté.

## Situation ferroviaire

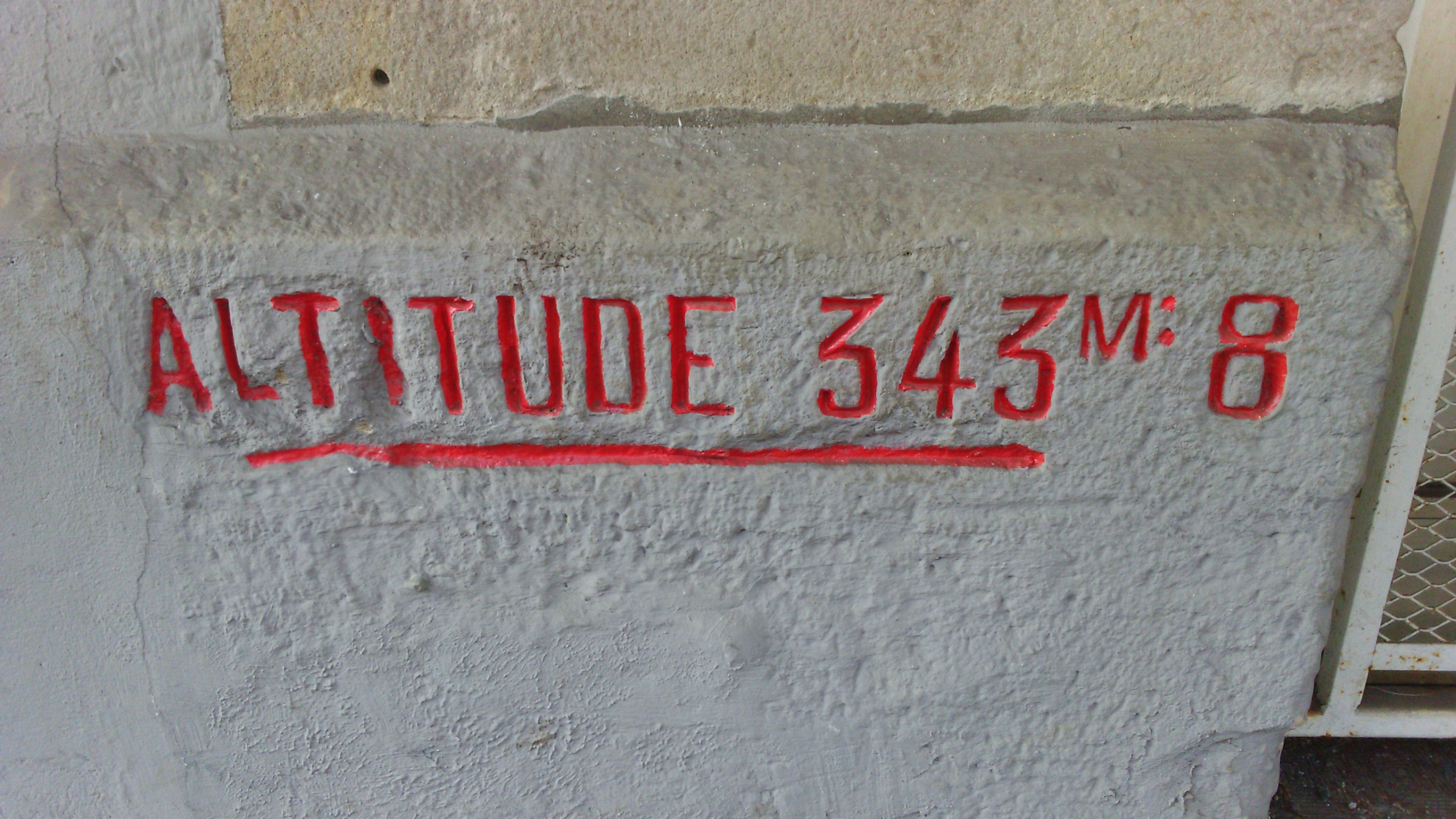
Repère d'altitude de la gare.

Établie à 343 mètres d'altitude, la gare d'Héricourt est située au point kilométrique (PK) 491,676 de la ligne de Dole-Ville à Belfort, entre les gares ouvertes de Montbéliard et de Belfort.

## Histoire
La « station d'Héricourt » est mise en service le 1er juin 1858 par la Compagnie des chemins de fer de l'Est, lorsqu'elle ouvre à l'exploitation la section de Vesoul à Belfort qui permet l'ouverture de la totalité de sa ligne de Paris à Mulhouse. Les installations de la gare sont opérationnelles le jour de l'ouverture.
Les deux quais (A et B) ont récemment été rénovés mi-2018 dans le cadre d'un plan de rénovation des haltes et gares TER de la région Bourgogne-Franche-Comté.

## Fréquentation
De 2015 à 2024, selon les estimations de la SNCF, la fréquentation annuelle de la gare s'élève aux nombres indiqués dans le tableau ci-dessous.
| Année                      | 2015    | 2016    | 2017    | 2018    | 2019    | 2020    | 2021    | 2022    | 2023    | 2024    |
| -------------------------- | ------- | ------- | ------- | ------- | ------- | ------- | ------- | ------- | ------- | ------- |
| Voyageurs                  | 151 785 | 138 444 | 142 341 | 124 752 | 148 273 | 123 938 | 134 020 | 183 846 | 173 873 | 190 325 |
| Voyageurs et non voyageurs | 189 731 | 173 055 | 177 926 | 155 940 | 185 342 | 154 923 | 167 525 | 229 808 | 217 341 | 237 907 |

## Service des voyageurs

### Accueil
Halte SNCF, c'est un point d'arrêt non géré (PANG) à entrée libre. Elle est équipée d'un automate pour l'achat de titres de transport TER. Son bâtiment voyageurs est fermé au public. Une passerelle permet la traversée des voies.

### Desserte
Héricourt est desservie par des trains TER Bourgogne-Franche-Comté, qui effectuent des missions sur les relations suivantes :
- ligne Belfort - Montbéliard ;
- ligne Besançon-Viotte - Montbéliard - Belfort ;
- ligne Lons-le-Saunier - Mouchard - Besançon - Montbéliard - Belfort ;
- ligne Bourg-en-Bresse - Lons-le-Saunier - Besançon - Montbéliard - Belfort ;
- ligne Lyon-Perrache - Besançon - Belfort.

### Intermodalité
Un parc pour les vélos et un parking sont aménagés.

## Galerie

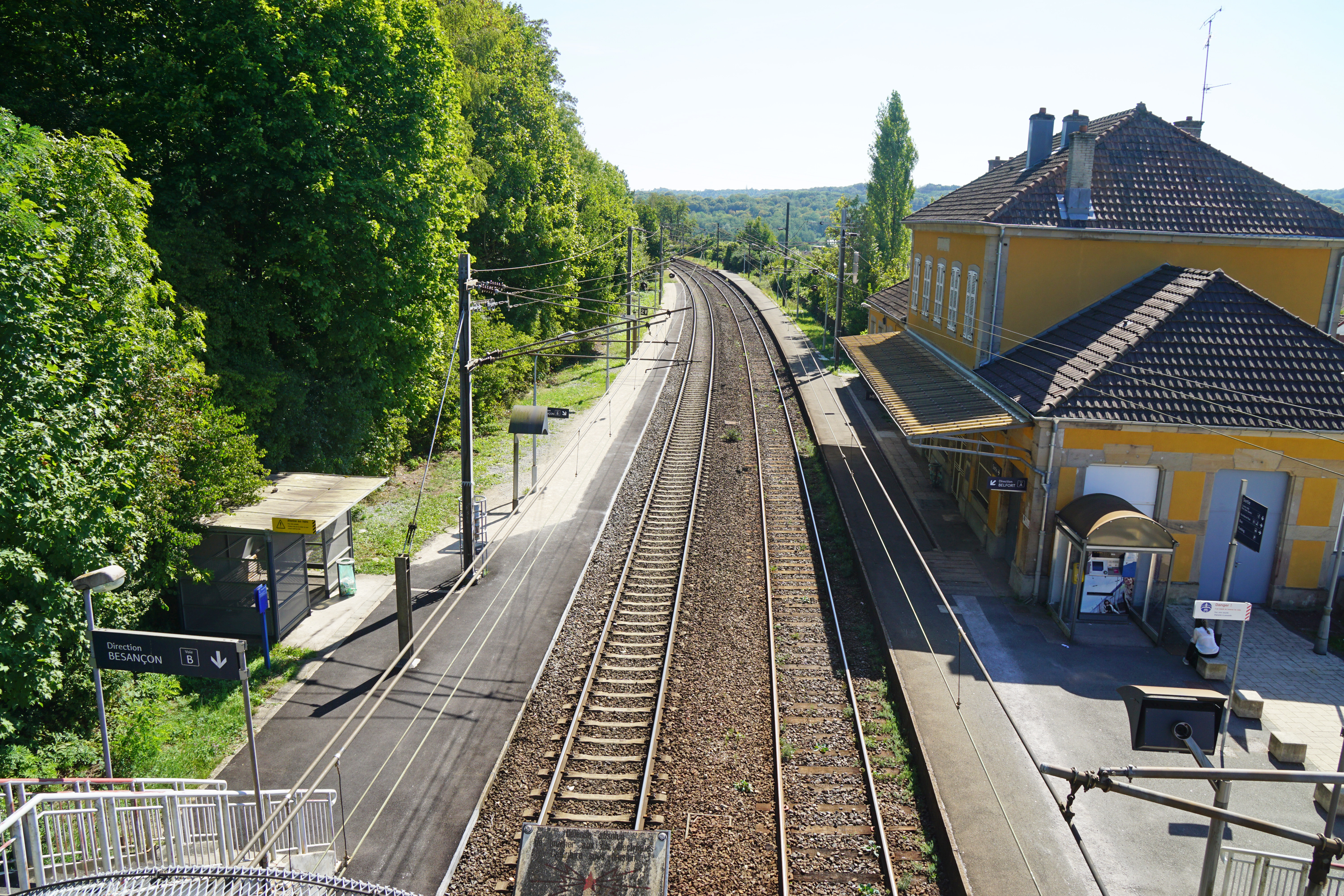
Les quais.
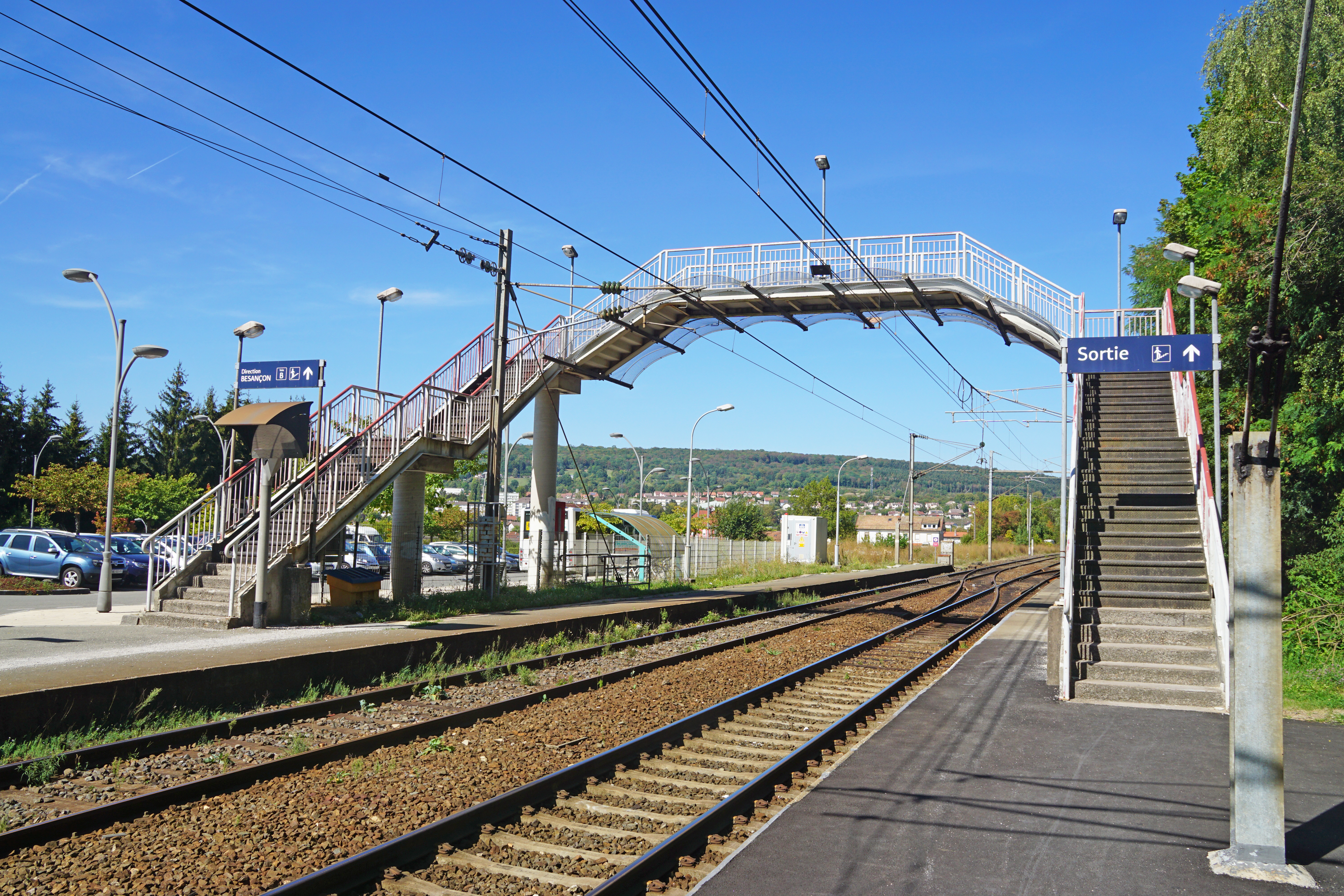
La passerelle.
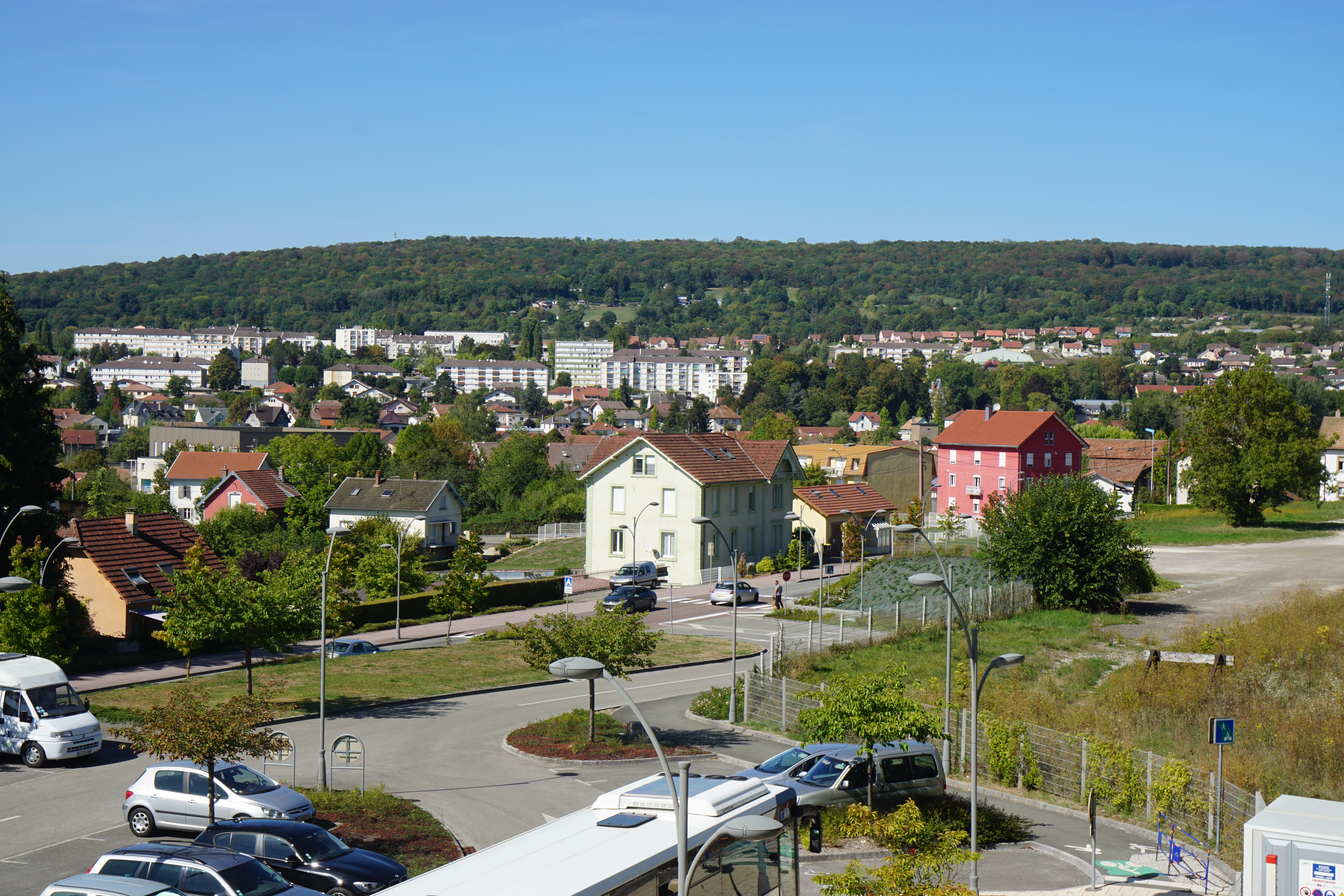
Le parking et la ville en arrière-plan.